# Ceratina nigriventris
Ceratina nigriventris är en biart som beskrevs av Heinrich Friese 1917. Ceratina nigriventris ingår i släktet märgbin, och familjen långtungebin. Inga underarter finns listade i Catalogue of Life.